# Beagle Brigade

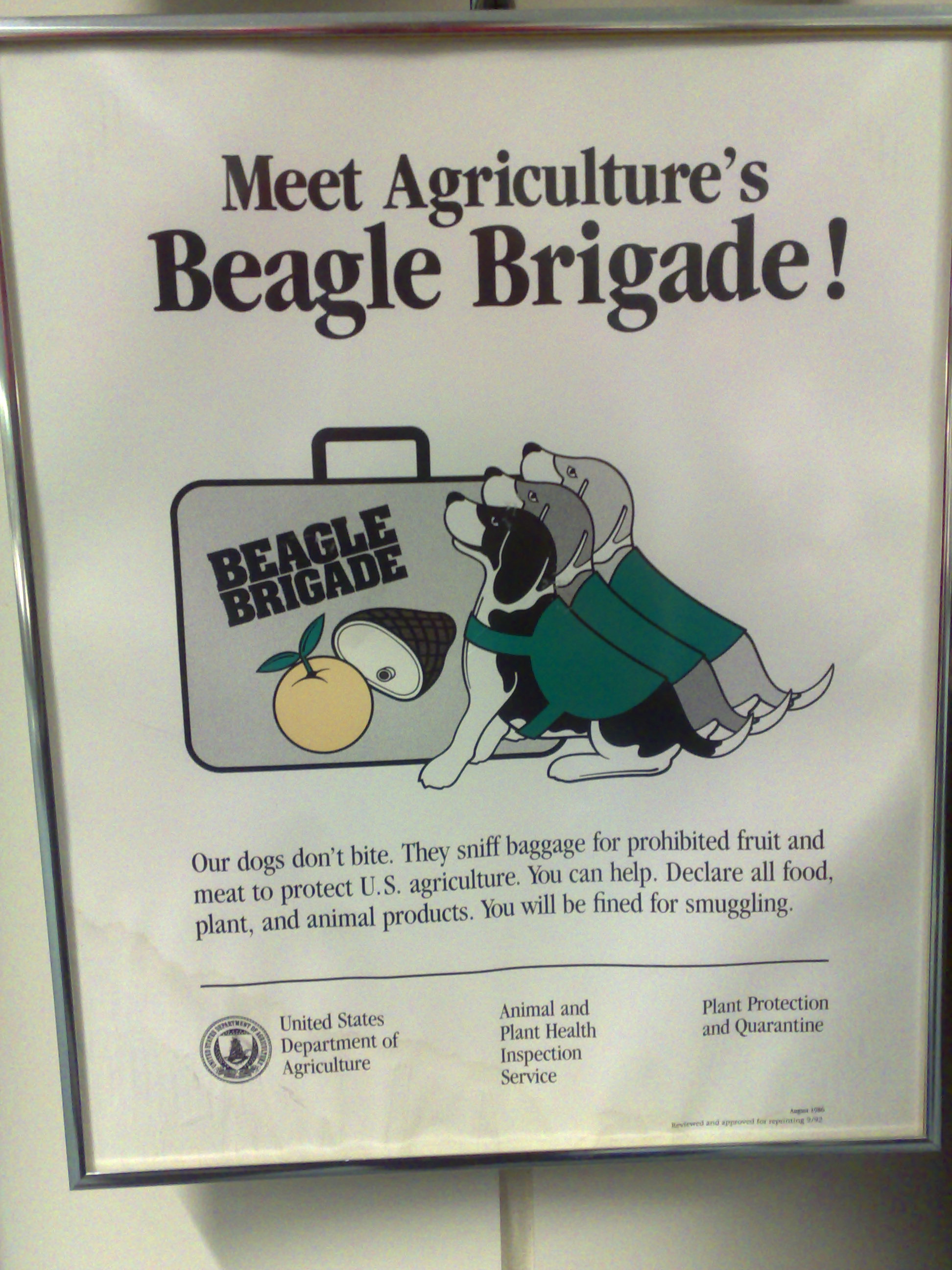
Panneau annonçant la présence d'une Beagle Brigade.

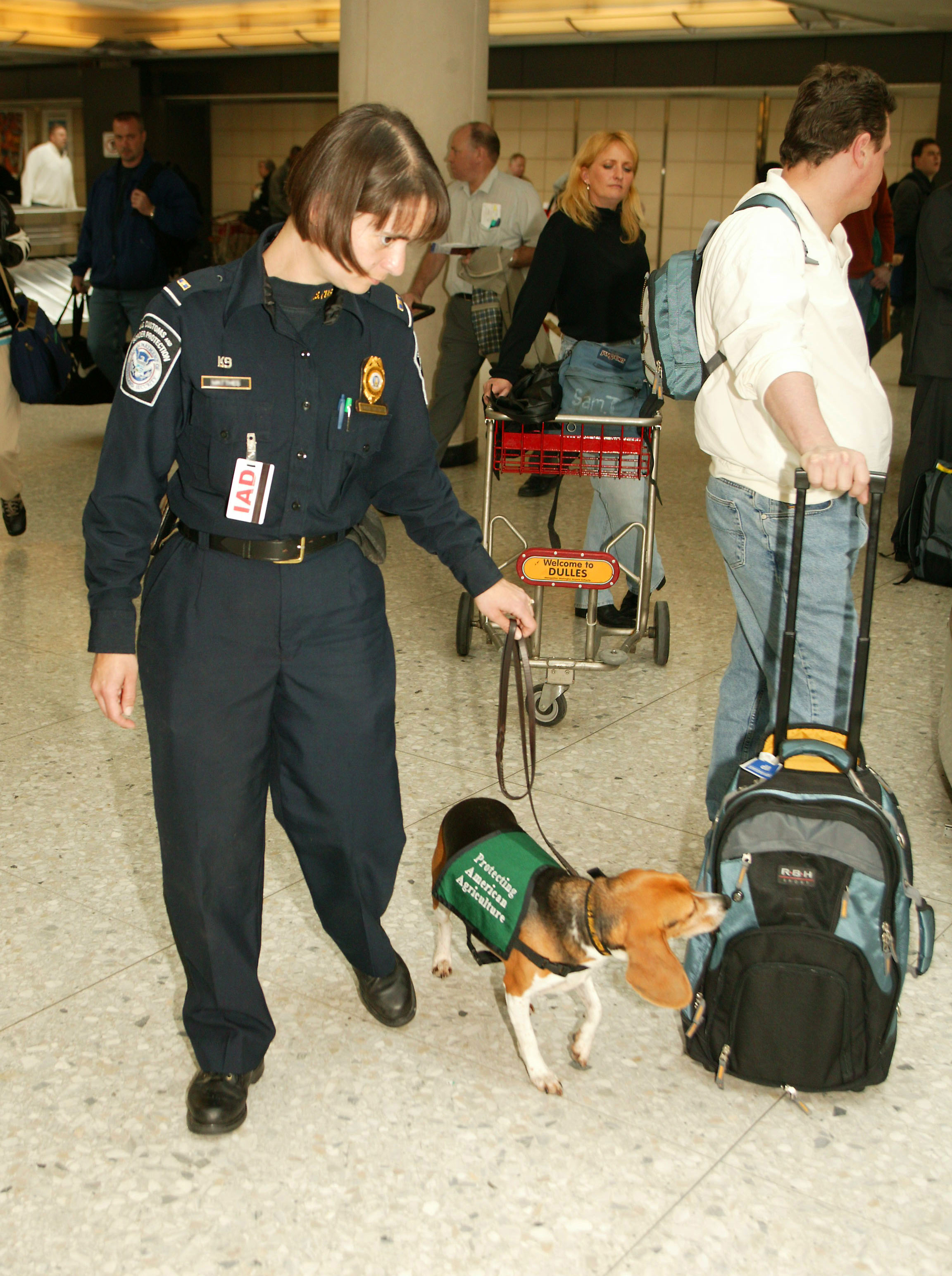
Un membre de la Beagle Brigade vérifie la présence de produits alimentaires illégaux.

La Beagle Brigade est une équipe formée de maîtres chien et de beagles qui inspectent les bagages dans les aéroports des États-Unis à la recherche de produits agricoles prohibés. La Beagle Brigade fait partie de l’Animal and Plant Health Inspection Service (APHIS) du département de l'Agriculture des États-Unis (USDA). Le programme 'Beagle Brigade découvre une moyenne de 75 000 produits prohibés chaque année selon le USDA. 

## Missions
Certains produits alimentaires, comme des viandes ou les fruits et légumes sont interdits car ils peuvent transmettre des maladies qui peuvent potentiellement infecter l’agriculture des États-Unis. Par exemple, la fièvre aphteuse peut être introduite via de la viande contaminée introduite sur le territoire américain par un voyageur. Les Beagle Brigades peuvent être présentes aux frontières, dans les ports et les aéroports, mais travaillent généralement dans les aéroports internationaux, sur l’aire de récupération des bagages.

## Le choix des beagles
Les beagles ont été choisis en raison de leur odorat très développé, de leur appétit vorace et de leur caractère amical envers les étrangers. Bien que têtus et donc difficiles à dresser, ils ne sont pas non plus intimidants grâce à leur petite taille. 
Le programme d’inspection des aéroports de l’APHIS a commencé en 1984 à l’aéroport international de Los Angeles. En 2004, il y avait plus de soixante équipes de la Beagle Brigade dans 21 aéroports internationaux.

## Origines des chiens et fin de carrière
Les chiens utilisés sont donnés par des propriétaires privés et des éleveurs, ou sauvés de refuges animaliers, leur côté amical et leur intelligence sont ensuite évalués. Les beagles non retenus pour le programme sont placés dans une maison d’adoption, et aucun ne retourne dans un refuge. Le centre de dressage des beagles, l’USDA National Detector Dog Training Center, est situé à Orlando en Floride. La carrière d’un beagle s’arrête généralement entre six et dix ans ; les « retraités » sont souvent adoptés par leur maître chien attitré, sinon ils sont placés dans des foyers d’adoption. 

### Source
- (en) Cet article est partiellement ou en totalité issu de l’article de Wikipédia en anglais intitulé « Beagle Brigade » (voir la liste des auteurs).